# Bryonoguchia brevifolia
Bryonoguchia brevifolia là một loài rêu trong họ Thuidiaceae. Loài này được S.Y. Zeng mô tả khoa học đầu tiên năm 1991.